# 랑꼬
랑꼬 시진(베트남어: Thị trấn Lăng Cô / 市鎭陵姑)은 베트남 북중부 지방 후에시 푸록현의 시진이다.

## 개요
랑꼬 시진은 2002년 록하이사에서 인구와 자연 면적으로  조정하면서 설립되었다.
‘랑꼬’라는 이름은 프랑스인들이 석호 남쪽에 있는 어촌인 안꾸(An Cu) 캠프에서 비롯된 것으로 추정된다. 옛날에는 소떼가 많았다고 생각한 사람들도 있어서, 그 후 지역 사람들이 랑꼬 캠프를 다시 읽으면서 스토크 빌리지라고 불렸다.

## 지리
랑꼬 시진은 다음과 같은 지리적 위치를 가지고 있다.
- 동쪽은 동해와 접경한다.
- 서쪽은 록띠엔사(Lộc Tiến)와 인접해 있다.
- 남쪽은 다낭시와 접한다.
- 북쪽은 록빈사와 동해를 경계로 접한다.

랑꼬 시진은 하이반 고개의 기슭에 위치해 있고, 후에시 중심에서 남쪽으로 약 60 km 떨어져 있다. 랑꼬 해변에는 아름다운 모래사장이 있다. 랑꼬 해변은 국도 제1A호선과 남북선가 지나는 곳이며, 짠마이 항구(cảng Chân Mây)와 짠마이 경제 구역 근처에 많은 리조트가 있다.
통계에 따르면 랑꼬 시진의 인구 11,200여 명으로 농업, 어업, 양식업, 상업서비스(그 중 상업서비스는 40%, 수산업 생산은 35%, 농업은 25%) 등 3개 주요 산업 부문에 종사하고 있다. 인구는 트어티엔후에성의 평균 수준에 비해 생활 수준이 낮다. 최근 몇 년간 짠마이 심해항 사업, 국도 1A 개량사업, 하이반 터널 건설 등 주요 사업으로 인해, 이 지역에 출근하는 사람의 수가 상당히 많았고, 모든 필요를 충족시키는 서비스가 높아져 국민의 생활수준이 약간 향상되었다. 인구는 랑꼬 좁은 모래 언덕 남쪽과 랍안 석호를 따라 일부 지역에 집중되어 있다. 1A 국도를 따라, 기차역 근처 그리고 석호를 따라 집중되어 있다. 최근 몇 년 동안 노동조합, 관광객, 군대와 같은 많은 기관들이 호텔, 모텔, 막사를 조직하기 때문에 인구도 증가했다.

## 석호
랑꼬 지역은 동해와 접하는 약 16.55km2 면적의 럽안통(Lap An Thong)이라는 큰 석호를 가지고 있다. 석호 주변에는 푸자와 하이반 산맥에서 흘러 내리는 물을 모아주는 많은 하천이 있어서 석호로 흘러들어가게 한다. 이 개울들은 그다지 작지 않다. 북쪽으로 푸자 기슭과 해안 사구 사이에 작은 분지가 몇 개 있는데, 장마철에는 이 지역에 물을 배출하기 위한 배수관 도랑이 된다.
랑꼬의 조력 체제는 반나절 조수다. 평균 조수는 0cm, 최대 조수는 126cm, 최소 조수는 -72cm이다. 빈도수 1%인 가장 높은 조수는 143cm가 된다.

## 랑꼬 해변
랑꼬는 해안, 고운 모래사장, 호수, 강, 언덕과 산, 박마 원시림 근처의 하이반 고개, 유적지 등 풍부한 관광자원을 가지고 있다. 랑꼬는 세계에서 아름다운 만으로 인정받고 있다. 2009년 6월 6일, PPC 트어티엔후에 협회는 세계에서 가장 아름다운 만들의 클럽으로부터 “랑꼬 - 아름다운 세계의 만”이라는 타이틀을 받았다.
랑꼬 해변은 베트남 국립 관광지 목록에 포함된 하이반-논느억 단지과 함께 트어티엔후에성의 자연 명승지이다. 랑코 해변은 베트남에서 가장 아름다운 자연 조건과 경관을 가진 해변으로 오랫동안 유명세를 누려왔다. 백사장과 아름다운 푸른 바다와 더불어 산과 숲 사이에 위치한 거대한 열대림과 신비로움이 가득한 8km2면적의 광활한 럽안 석호가 있다.
후에 고대 마을, 호이안 고대 마을, 그리고 반경 70km 이내의 미선 유적까지 랑꼬는 3개의 세계유산 보존 구역의 가운데에 위치해 있다. 게다가 랑코는 다낭 시에서 30km, 후에시에서 70km 떨어진 남북 관광로에 위치해 있다. 따라서 랑꼬는 교통의 요지로 방문객들을 끌어들이고, 휴식처를 제공함으로써 붐비는 시간에 관광지의 압박을 완화시킬 수 있다.

## 갤러리

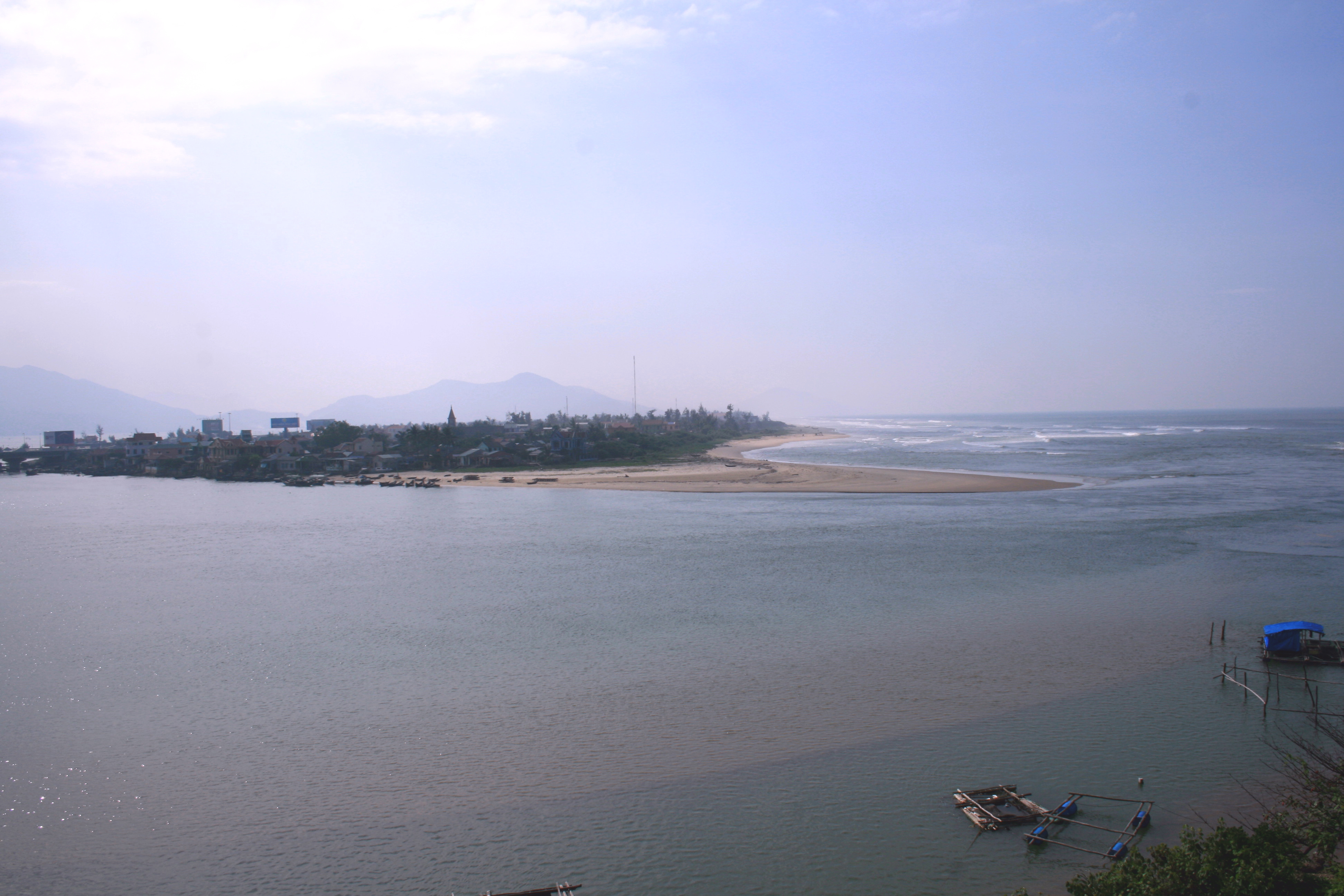
랑꼬 해변
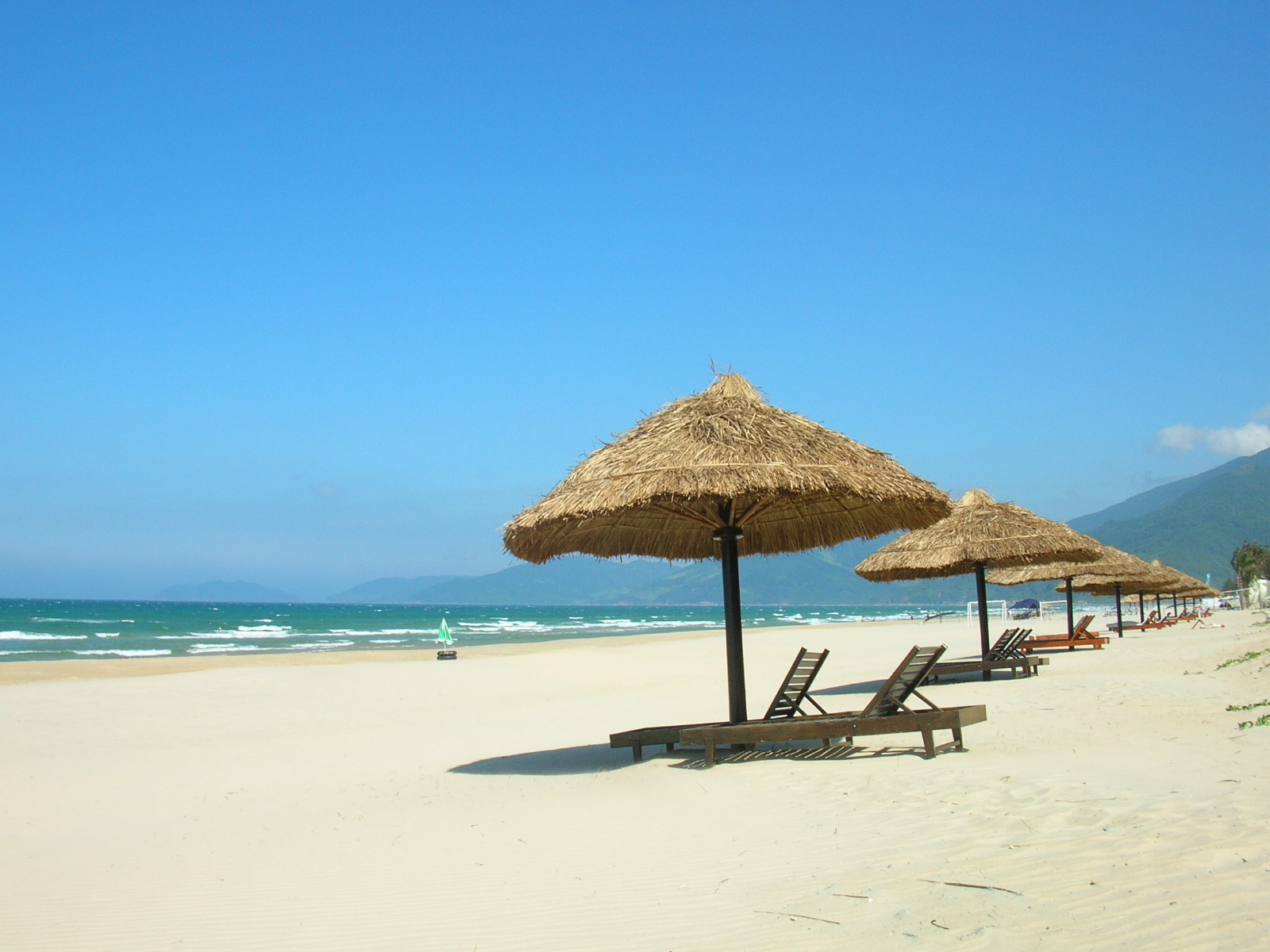
랑꼬 해변2
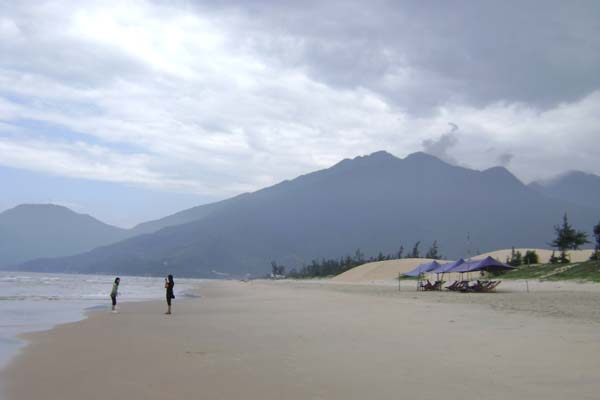
하이반 산맥과 랑꼬 해변
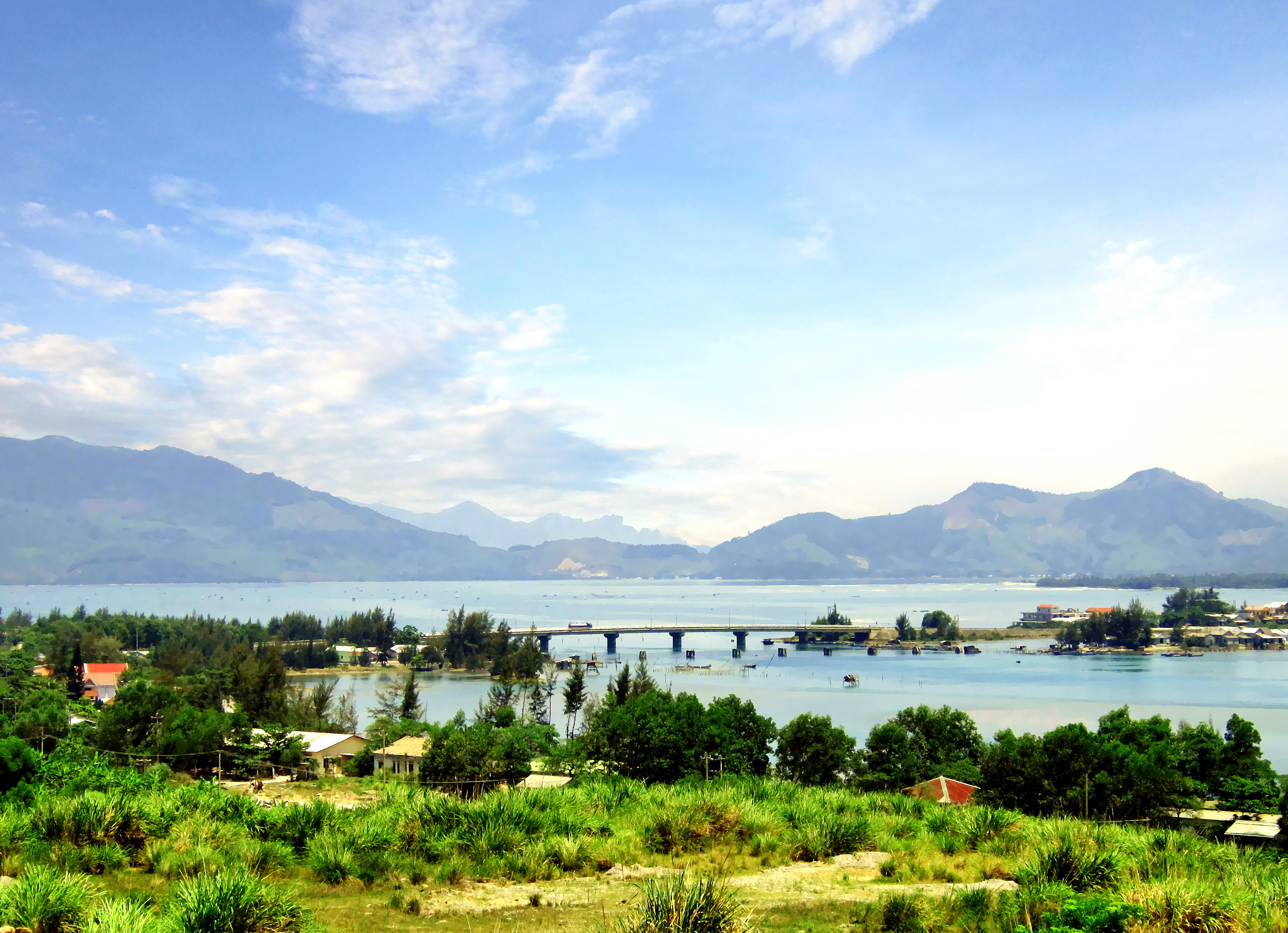
랑꼬 해변의 풍경
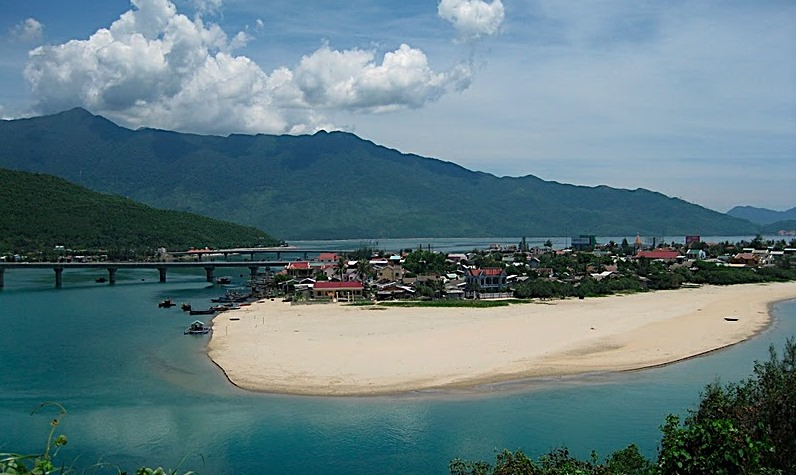
랑꼬 해변